# ایال عوفر
ایال اوفر (انگلیسی: Eyal Ofer؛ زادهٔ ۱۹۵۰) مدیر عامل اجرایی و تاجر اهل اسرائیل است. پدر او، سامی اوفر، یک غول کشتیرانی اسرائیلی متولد رومانی و زمانی ثروتمندترین مرد اسرائیل بود. ایال از کالج آتلانتیک، یک مدرسه شبانه‌روزی بین‌المللی وابسته به کالج‌های جهانی، مستقر در قلعه سنت دونات، ولز، فارغ‌التحصیل شد. در سال‌های نوجوانی، تابستان‌ها را در کشتی‌های شرکت خانوادگی کار می‌کرد، محموله‌ها را بارگیری می‌کرد، کناره‌های قایق‌ها را می‌تراشد و دوباره رنگ می‌کرد، و همچنین به بنادر بین‌المللی سفر می‌کرد. او از سال ۱۹۶۷ تا ۱۹۷۳ به عنوان افسر اطلاعاتی در نیروی هوایی اسرائیل خدمت کرد. سپس در لندن در رشته حقوق تحصیل کرد.

شبکه خبری «بی‌بی‌سی» مدعی شد که کشتی تجاری کامپو اسکوئر، متعلق به شرکت کشتیرانی زودیاک، جمعه ۲۱ بهمن ۱۴۰۱ در خلیج‌فارس هدف حمله قرار گرفته است.
شرکت کشتیرانی زودیاک که در بانک‌های داده عمومی به عنوان مالک کامپو اسکوئر آمده، متعلق به ایال اوفر، میلیارد اسرائیلی است.
پیش از این نیز در تاریخ ۲۹ ژوئیه ۲۰۲۱ نفتکش مرسر استریت، در حین سفر بدون محموله خود از تانزانیا به امارات متحده عربی، در سواحل عمان مورد حمله قرار گرفت.
کشورهای غربی ایران را مسوول حمله پهپادی به نفتکش مرسر استریت معرفی کردند که تحت مدیریت شرکت زودیاک متعلق به ایال اوفر است.
همچنین در سیزدهم آوریل ۲۰۲۴ کشتی MSC Aries متعلق به او در تنگه هرمز توسط نیروی دریایی جمهوری اسلامی ایران، توقیف شد.